# スキナノカナ
「スキナノカナ」は、Softlyの5枚目のシングル曲。2017年4月19日にユニバーサル ミュージックから発売された。

## 収録曲
1. スキナノカナ [4:11]
作詞・作曲：Softly/ 編曲：木村篤史
  - NHKEテレテレビアニメ『境界のRINNE（第3シリーズ）』エンディングテーマ